# Bhutan
Bhutan (dzongkha: འབྲུག་ཡུལ་, tr Brug Yul, "Druk Yul"; nepali: भूटान, Bhutān), formellt Konungariket Bhutan, är ett kungadöme i södra Asien som gränsar till Kina i norr och Indien i söder.

## Etymologi
Den exakta betydelsen av namnet "Bhutan" är okänd, men det finns flera teorier. Den mest troliga är att namnet kommer från gammeltibetanska endonymen "Bod", som betecknade Tibet. Det har därigenom kommit att härledas från en transkription av sanskritens Bhoṭa-anta (भोट-अन्त, "Tibets ände"), som en beskrivning av Bhutans läge i södra delen av den tibetanska högplatån.
Det inhemska namnet på landet är sedan 1600-talet Druk Yul (uttalat dro y) eller Dru Ü, vilket betyder "Drakens land"; landet kallas också Druk Tsendhen, "Åskdrakens land". Det senare anspelar på en i landet dominerande buddhistisk inriktning. Namnet Bhutan används enbart i officiell korrespondens på engelska.
Namn som påminner om Bhutan började dyka upp i Europa på 1580-talet, till exempel Bottanthis, Bottan och Bottanter. Namnformen Boutan finns först dokumenterad i den franske upptäcktsresanden Jean-Baptiste Taverniers reseskildring Les Six Voyages de Jean Baptiste Tavernier, Ecuyer, Baron d’Aubonne, en Turquie, en Perse, et aux Indes 1676. Emellertid verkar dessa namn inte ha avsett  Bhutan, utan kungadömet Tibet. Särskiljande av Bhutan från Tibet verkar ha skett först i samband med den skotske äventyraren och diplomaten George Bogles ostindienexpedition 1774. Bogle uppmärksammade de stora skillnaderna inom regionen och föreslog i sin slutrapport till Brittiska Ostindiska Kompaniet att kalla Druk Desis kungarike "Boutan" och Panchen lamas "Tibet". Den brittiske generallantmätaren (Surveyor-General) vid Brittiska Ostindiska Kompaniet, James Rennell anglicerade det franska namnet till Bootan och verkade sedan för att införa distinktionen mellan Bhutan och Tibet.
Lokalt har Bhutan haft många namn. Några av de tidigaste, som dokumenterades i Europa var skedde efter en resa som de portugisiska jesuit-missionärerna Estêvão Cacella och João Cabral gjorde 1627. De kan sägas ha varit de första västerlänningar som gjorde ett ordentligt besök i Bhutan. De benämnde området omväxlande som Cambirasi, Potente och Mon (en endonym för södra Tibet).
Första gången kungadömet Bhutan fanns med på en västerländsk karta var det under det lokala namnet "Broukpa". Andra lokala namn som förekommit är Lho Mon ("Mörka södern"), Lho Tsendenjong ("Cypressernas södra land"), Lhomen Khazhi ("De fyra infarternas söder") och Lho Menjong ("Läkeörternas sydland").

## Historia

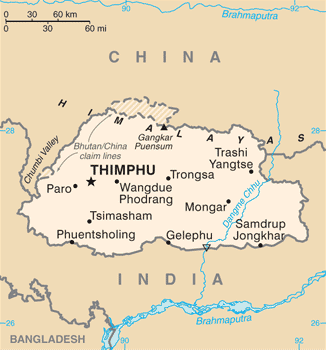
Karta över Bhutan

En buddhistisk teokrati upprättades i Bhutan under tidigt 1600-tal. Under 1800-talet gjorde sig det brittiska inflytandet påmint, men det var inte förrän 1910 som britterna formellt upprättade ett protektorat över landet, med brittisk kontroll över utrikespolitiken. Den nuvarande monarkin upprättades 1907 och fanns kvar även under landets tid som brittiskt protektorat. 1947 övertog Indien kontrollen över landets utrikes- och försvarspolitik. Efter att monarkin under 1990-talet först fördrivit långt över 100 000 framför allt etniska nepaleser men också indier har monarkin motarbetat repatriering av icke-bhutanesiska etniciteter till landet och huvuddelen av flyktingarna bor idag efter intensivt hjälparbete av FN i ett tredje land, ca 10 000 bor fortfarande i flyktingläger i Nepal. 

## Geografi

### Topografi
Bhutan är ett land med stora höjdskillnader och fungerar som en övergångszon mellan Himalayas berg i norr och Brahmaputras flodslätt i söder. I norr når Himalayas toppar över 7 000 meter över havet, medan flodslätten i söder ligger omkring 15 meter över havet. Denna stora höjdskillnad skapar markanta variationer i temperatur och nederbörd inom landet, vilket påverkar både vegetationen och odlingsmöjligheterna.
I norra Bhutan finns Stora Himalaya med glaciärtäckta toppar över 7 300 meter, samt dalar på mellan 5 500 och 3 600 meter. Längst i norr sträcker sig det tibetanska platålandet in, vilket fungerar som en vattendelare mellan floder som rinner mot norr och söder. Klimatet här är torrt och isolerat.
Södra Bhutan domineras av Inre Himalaya, där nord-sydliga utlöpare delar upp landet i djupa flodbäcken. Dessa dalar, som sträcker sig mellan 2 750 och 1 500 meter över havet, är bördiga och flacka, vilket ger goda odlingsmöjligheter. Längst i söder finns Duàrslätten, en het och fuktig slätt som är cirka 15 kilometer bred. Terrängen här är oregelbunden, med ojämna sluttningar i den norra delen.

### Hydrografi
Bhutan har ett flertal stora floder som rinner söderut mot Brahmaputra, bland dem Torsa, Wong, Sankosh, Tongsa, Kuru och Manas. Dessa floder skär genom de djupa dalarna och skapar viktiga vattendrag för landet. Vattendragen spelar en central roll för både jordbruk och energiutvinning, särskilt vattenkraften.

### Klimat
Klimatet i Bhutan varierar kraftigt beroende på höjd och geografisk position. I de högre delarna av Himalaya är klimatet torrt och isolerat, medan de lägre regionerna har ett fuktigt monsunklimat med riklig nederbörd. Detta skapar stora variationer i temperatur och nederbörd, vilket påverkar både flora och fauna. Den södra delen av landet är mycket varm och fuktig.

### Växt- och djurliv
Bhutans växt- och djurliv är mångsidigt och anpassat efter de olika klimatzonerna. I det lägre låglandet finns fuktig monsunskog med arter som sal, skruvpalmer, vilda bananarter och jättebambu. Längre norrut, i landets mellanregion, dominerar fuktiga ek- och rododendronskogar med inslag av lager, lönn och al. Över cirka 2 800 meter över havet hittar man barrskogar med arter som ädelgran, gran och lärk. I de högre regionerna, ovanför trädgränsen, är vegetationen alpin eller på många håll nästan ökenlik.
Tidigare var Bhutan hem för en rik faunastam, inklusive elefanter, tigrar, leoparder och indiska noshörningar, men många av dessa arter har minskat kraftigt i antal. I de högre regionerna kan man fortfarande hitta snöleopard och vilda getsläktingar. Landet är också hem för cirka 500 fågelarter.

### Naturskydd
Bhutan har på senare år inrättat flera naturskyddade områden för att bevara sin unika natur. Den första nationalparken, Royal Manas, etablerades 1988. År 2024 fanns fyra nationalparker och fem andra skyddade områden i Bhutan. Den största av dessa är Jigme Dorji Nationalpark, som sträcker sig över 4 350 kvadratkilometer och skyddar ett brett spektrum av Bhutans biologiska mångfald.

## Styre och politik

### Författning och styre
Fram till år 2008 var landet en absolut monarki där kungen (Druk Gyalpo, "drakkung") hade rätt att fatta alla politiska beslut och fram till 1999 utsåg han också godtyckligt samtliga medlemmar i regeringen. Idag krävs det att regeringen har parlamentariskt förtroende. År 2008 antogs en ny författning där parlamentarisk demokrati, mänskliga rättigheter och maktdelning infördes. Bhutans förenade parti vann en jordskredsseger i det första parlamentsvalet i mars 2008.
Kungen måste enligt lag abdikera vid 65 års ålder och kan även röstas bort av parlamentet om ett misstroendevotum samlar minst 2/3 majoritet i kammaren åtföljt av en folkomröstning. Det gamla parlamentet (Tshogdu) byggde på ett enkammarsystem med 154 ledamöter varav 105 valdes i demokratiska val, 12 av religiösa inrättningar och 37 av kungen. Sedan 2008 har Bhutans parlament ett tvåkammarsystem: nationalförsamlingen och nationalrådet.
I augusti 2025 hade Bhutan diplomatiska förbindelserna med bara 56 andra länder samt med Europeiska unionen:
- Indien
- Bangladesh
- Kuwait
- Nepal
- Maldiverna
- Nederländerna
- Danmark
- Sverige
- Schweiz
- Norge
- Japan
- Finland
- Sri Lanka
- Sydkorea
- Pakistan
- Österrike
- Thailand
- Bahrain
- Australien
- Singapore
- Kanada
- Belgien
- Brasilien
- Afghanistan
- Spanien
- Kuba
- Fiji
- Monaco
- Luxemburg
- Tjeckien
- Serbien
- Indonesien
- Mongoliet
- Vietnam
- Myanmar
- Argentina
- Costa Rica
- Andorra
- Mauritius
- Swaziland
- Förenade arabemiraten
- Slovenien
- Slovakien
- Armenien
- Turkiet
- Egypten
- Kazakstan
- Polen
- Colombia
- Tadzjikistan
- Azerbajdzjan
- Oman
- Tyskland
- Israel
- Saudiarabien
- Lesotho

### Administrativ indelning
Bhutan är sedan 1992 indelat i 20 distrikt (dzongkha: ཇོང་ཁག).

### Försvar

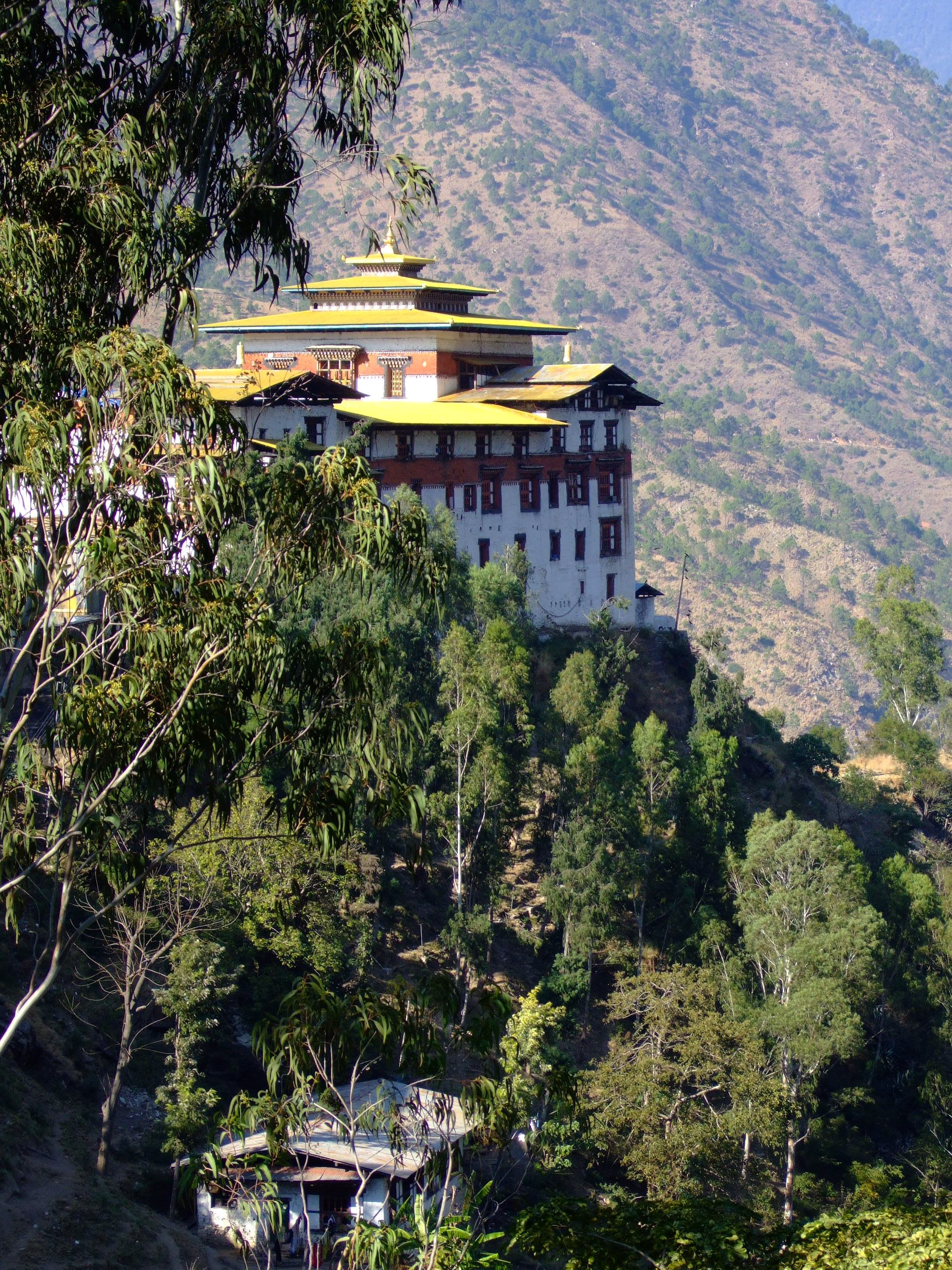
Trashigang Dzong

Bhutan anses stå under Indiens militära beskydd och indiska militära rådgivare utbildar landets armé. Fram till 2007 sa ett bilateralt vänskapsavtal att landet skulle "vägledas" av Indien i utrikespolitiska frågor. Indiska separatister och insurgenter opererar från Bhutans territorium och bekämpas av Bhutans försvarsstyrkor.
Bhutans försvarsstyrkor består av armén (Royal Bhutan Army), den nationella milisen, polisen (Royal Bhutan Police), kungliga livgardet och den paramilitära skogvaktarkåren. Armén är en yrkesarmé med 7 000 soldater, medan milisen rekryteras genom allmän värnplikt för män. Milismännens tjänstgöring utgörs av tre månader per år under tre år. Bhutan har inget flygvapen.

## Ekonomi och infrastruktur

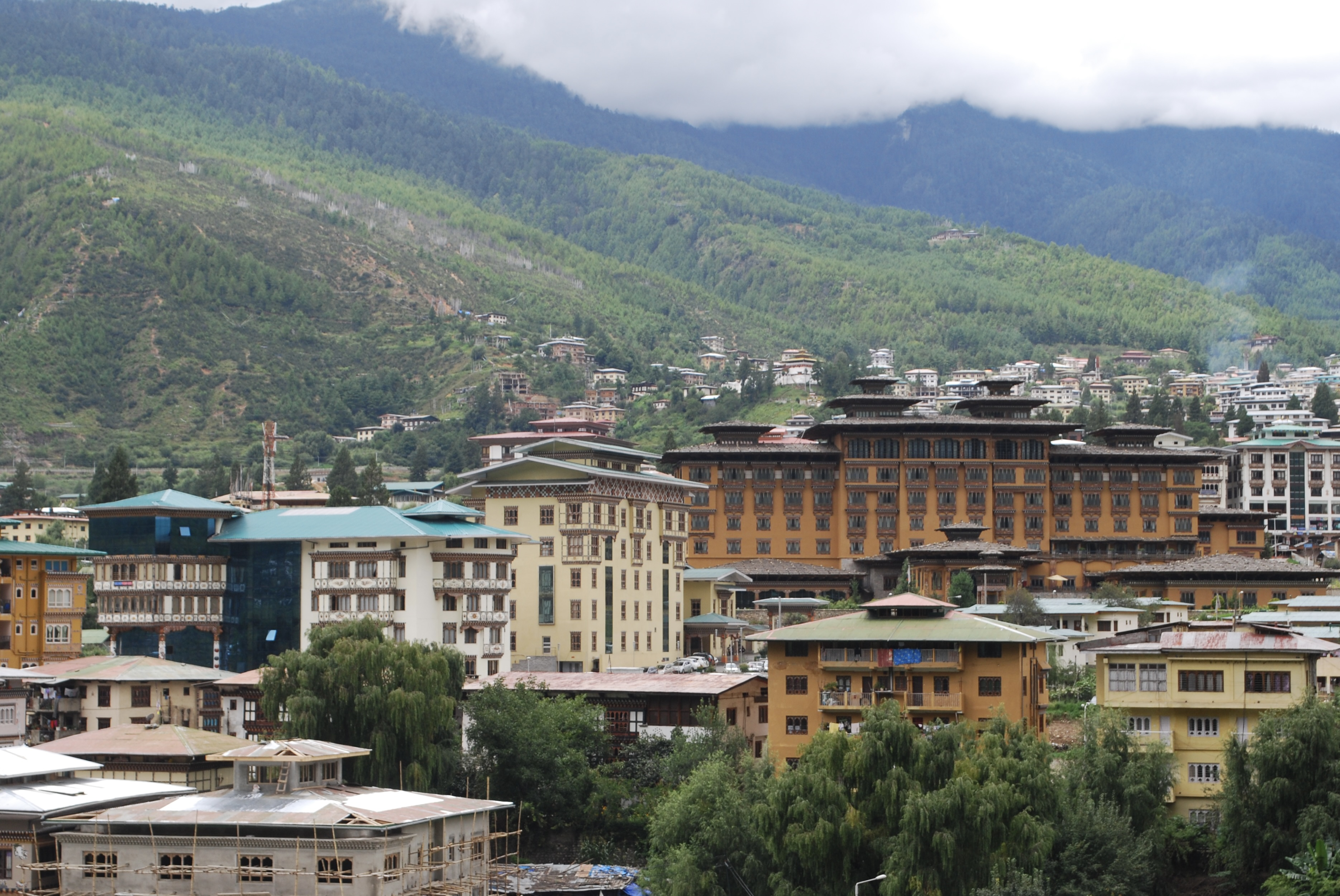
Huvudstaden Thimphu är landets ekonomiska centrum.

Även om landets ekonomi var en av världens minsta 2021, var det också en av de snabbast växande. Basnäringarna är jordbruk och skogsbruk. Den utrikeshandel som förekommer är i första hand den som äger rum med Indien. Vattenkraftspotentialen i Bhutan är stor och elektricitet är landets största exportvara. Elen har också bidragit till en växande industri även om många fortfarande lever som självförsörjande bönder. Turismen förutspås kunna bli en stor inkomstkälla inom en snar framtid. 

### Näringsliv

#### Jord- och skogsbruk, fiske
I Bhutan är jordbruk på självförsörjningsnivå den huvudsakliga näringsgrenen. De vanligaste grödorna är ris, majs, vete, korn och potatis, medan bovete och hirs odlas genom svedjebruk. Frukt är den främsta grödan för försäljning, men den inhemska risproduktionen är otillräcklig, vilket gör att landet måste importera ris. Många bönder håller boskap som jakar och får på högre höjder, medan nötkreatur, svin och höns är vanligare på lägre nivåer.
Bhutan har omfattande skogsresurser, då mer än hälften av landets yta täcks av skog. Timmer är en viktig exportvara, och skogsbruket är statligt organiserat med stort fokus på miljömedvetenhet. Återplantering och utbildning är prioriterade områden, men trycket på miljön är stort, särskilt i områden där befolkningstätheten är hög i förhållande till odlingsbar mark. Detta leder till skogsskövling, jorderosion och översvämningar.

#### Energi och råvaror
Landets vattenkraftverk spelar en central roll i ekonomin, och elektricitet exporteras i stor skala till Indien.
Bhutan har rika naturresurser, men utvinningen är begränsad för att skydda miljön. De främsta resurserna är stenkol, koppar och kalciumkarbid, där det sistnämnda är en viktig exportvara.

#### Industri
Bhutans industri är i utvecklingsfas och omfattar bland annat cementproduktion samt förädling av skogs- och jordbruksprodukter. Traditionellt hantverk, som textilier, silverföremål och träsniderier, är också betydande. Småskalig industri växer, särskilt inom förädlingssektorn, vilket stärker lokala ekonomier.

#### Tjänster och turism
Tjänstesektorn i Bhutan är begränsad men växande, där turismen utgör en viktig del. Landet har strikta regler för att begränsa antalet besökare och bevara den unika kulturen och miljön. Detta bidrar till en exklusiv och hållbar turismmodell som ger ekonomiska intäkter.

### Handel
Bhutans ekonomi är starkt beroende av Indien, som är landets främsta handelspartner och största biståndsgivare. Elektricitet, timmer och kalciumkarbid är viktiga exportvaror, medan importen till stor del består av ris och andra nödvändiga varor. Utländskt bistånd är avgörande för att balansera landets ekonomi.

### Infrastruktur

#### Transporter
I Bhutan används fortfarande jakar, ponnyer och mulor som de vanligaste transportmedlen. Det finns omkring 5 000 kilometer asfalterad väg i landet. Den mest betydelsefulla vägen går från gränsstaden Phuntsholing i sydväst, via Paro med sin internationella flygplats, till huvudstaden Thimphu.

#### Utbildning
Fram till 1960 var klosterskolorna de enda utbildningsanläggningarna i Bhutan. Efter detta år har flera grundskolor etablerats, men  1989 gick endast cirka 20 procent av barnen i skola. Utbildningen är avgiftsfri, men det finns ingen obligatorisk skolplikt. Ungefär 40 procent av den vuxna befolkningen tros vara läs- och skrivkunnig, varav 28 procent är kvinnor. Under de senaste åren har ett antal gymnasieskolor samt utbildningsinstitutioner för ingenjörer, lärare, ekonomer och hälsovårdspersonal etablerats.

## Befolkning

### Demografi

#### Urbanisering
Majoriteten av befolkningen bor på den centrala högplatån, där också landets största stad, tillika huvudstad, finns: Thimphu, med en folkmängd på 79 185 invånare (2005). 

### Språk
Olika tibetanska folk (sammanfattningsvis kallade bhutia eller ngalop) utgör en majoritet. De är traditionellt buddhister. I väst finns nepaleser, som är hinduer (lhotshampa). En annan folkgrupp är assamesiska sharchop. Den tibetanska formen av buddhism (lamaismen) är statsreligion och genomsyrar samhällslivet, men en försiktig sekularisering har inletts. Prästerna (lamorna) har betydande makt och de befästa klostren (dzong), som tidigare var administrativa centra, har fungerat som skolor och viktiga kulturcentra. Läskunnigheten är dock mycket låg (ca 20 %). 
Medan dzongkha är det officiella språket talas skilda dialekter i mera avlägsna bergsbyar.

### Religion
Buddhismen är en viktig del av livet i Bhutan. Den officiella religionen är Drugpagrenen inom Kagyüskolan i den tibetanska buddhismen. Nyingmaskolan är också stark i Bhutan och sammanlagt tre fjärdedelar av befolkningen räknas som anhängare till den tibetanska buddhismen. Drugpa leds av laman Gyalwang Drugpa, vilken ses som ett led av inkarnationer som går tillbaka till Tsangpa Gyare på 1100-talet. Jigme Pema Wangchen (född 1963) är den tolfte Gyalwang Drugpa.
En fjärdedel av befolkningen är hinduer.

## Kultur
Bhutan är ett av de mest slutna samhällena i världen, och möjligheterna för utlänningar att besöka landet är begränsade till vissa utvalda områden och till ett högt pris. Större delen av befolkningen lever i små byar på landsbygden, och försörjer sig på jordbruk och uppfödning av jakar.
Nationalsporten i Bhutan är bågskytte och traditionella bågskyttetävlingar hålls i de flesta byar. Bhutans nationalfågel är korpen. Karakteristiskt för det bhutanska landskapet är också den speciella formen av fort. Nationalblomman är blå bergvallmo.

### Flaggan
Bhutans flagga kom i bruk någon gång under 1800-talet. Draken, som förr också fanns på den kinesiska flaggan, anspelar på landets officiella namn, Dru Ü. Flaggans färger anspelar på buddhismens färg, orange, och kungamaktens saffransgula.

## Internationella rankningar
| Organisation                                | Undersökning                   | Rankning   |
| ------------------------------------------- | ------------------------------ | ---------- |
| Heritage Foundation/The Wall Street Journal | Index of Economic Freedom 2019 | 74 av 180  |
| Reportrar utan gränser                      | Pressfrihetsindex 2019         | 80 av 180  |
| Transparency International                  | Korruptionsindex 2018          | 25 av 180  |
| FN:s utvecklingsprogram                     | Human Development Index 2018   | 134 av 189 |